# The Ex-Mrs. Bradford

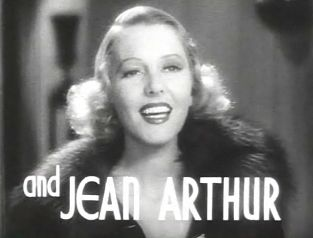
Jean Arthur in The Ex-Mrs. Bradford

The Ex-Mrs. Bradford is een Amerikaanse zwart-witfilm uit 1936 met in de hoofdrollen William Powell en Jean Arthur. In Nederland kwam de film uit als De zwarte spin of Het mysterie van de zwarte spin.  Het was de laatste film van de regisseur Stephen Roberts, die in 1936 aan een hartaanval overleed. Het scenario was van Anthony Veiller en was gebaseerd op een verhaal van James Edward Grant. Andere rollen werden gespeeld door onder meer James Gleason, Eric Blore, Robert Armstrong en Lila Lee.

## Verhaal
De film is een romantische komedie opgebouwd rond een moordmysterie. Paula (Jean Arthur), schrijfster van detectiveverhalen en amateurdetective, is de ex-vrouw van dokter Lawrence "Brad" Bradford (William Powell). Zij zijn gescheiden omdat Brad niet langer door haar in allerlei moordzaken wilde meegesleurd worden. Maar Paula wil Brad terug. Als Brad de dood van een jockey op de racebaan verdacht vindt, verzeilen ze beiden toch weer in een moordverhaal waarin onder meer een zwarte weduwe fungeert. Uiteindelijk zullen ze het mysterie oplossen en weer met elkaar trouwen.

## Rolverdeling
| Acteur           | Personage                  |
| ---------------- | -------------------------- |
| Frank M. Thomas  | Mike North                 |
| Paul Fix         | Lou Pender                 |
| Johnny Arthur    | Mr. Frankensteen,          |
| Al St. John      | Bediende in het mortuarium |
| Spencer Charters | Dr. Bunting                |
| James Donlan     | Taxibestuurder             |
| John Dilson      | Analyst                    |
| Dorothy Granger  | Receptioniste              |
| Stanley Blystone | radioman politie           |
| Bruce Mitchell   | sergeant                   |
| John Sheehan     | Bert "Murph" Murphy        |
| Charles Richman  | Mr. Curtis                 |
| Rollo Lloyd      | Mike North                 |
| Frank Reicher    | Henry Strand               |
| Willie Best      | Stablehand                 |
| Frankie Darro    | Spike Salisbury            |
| Syd Saylor       | Detective                  |
| Edward McWade    | Minister                   |